# Waverly, Alabama
Waverly là một thị trấn thuộc quận Chambers, tiểu bang Alabama, Hoa Kỳ. Dân số năm 2009 là 173 người, mật độ đạt 25 người/km².